# El jefe (película de 1958)
El jefe es una película argentina de 1958, dirigida por Fernando Ayala, sobre un cuento de David Viñas, protagonizada por Alberto de Mendoza y Duilio Marzio, con música de Lalo Schifrin. Fue estrenada en Buenos Aires el 23 de octubre de 1958 en la Sala Ambassador. Ganadora del Cóndor de Plata como mejor película de 1959.
Fue reconocida como la séptima mejor película del cine argentino de todos los tiempos en la encuesta realizada por el Museo del Cine Pablo Ducrós Hicken en 1977, mientras que ocupó el puesto 10 en la edición de 1984 y el 20 en la edición de 2000.

## Sinopsis
Es la historia de un grupo de delincuentes juveniles de poca monta en la gran ciudad, que encuentran en su "jefe" Berger (Alberto de Mendoza) a un líder del hampa capaz de resolver sus problemas y hacer realidad sus deseos. Berger dirige con firmeza la banda juvenil cultivando la lealtad -y hasta la admiración- de los jóvenes mediante una mezcla de carisma personal, adulaciones, y violencia, a cambio de facilitarles dinero y diversión, prometiéndoles un brillante futuro delictivo bajo su guía. La historia toma un giro cuando la banda se ve implicada en un crimen mayor y "el Jefe" traiciona a los jóvenes de la banda para salvarse, llevando a un desenlace dramático.

## Actores
Participaron del filme los siguientes intérpretes:
- Alberto de Mendoza (Berger)
- Duilio Marzio (Carlos Solari)
- Orestes Caviglia (Sr. Soto)
- Leonardo Favio (Marcelo)
- Luis Tasca (Siruli)
- Graciela Borges (Mima)
- Ignacio Quirós (Ruiz mayor)
- Ana Casares (Linda)
- Violeta Antier (Estela)
- Pablo Moret (Müller)
- Héctor Rivera (Gomina)
- Emilio Alfaro (Ruiz menor)
- Marcela Sola (Elvira Soto)
- Fabio Zerpa (Policía)
- Rossana Zucker
- Isidro Fernán Valdez (Lic. Martínez Ronda)
- Chela Jordán
- Eduardo de Labar
- Rafael Diserio (Sr. Gramajo)
- Martha Williams (Modelo)
- Blanca Casanova
- Francisco Audenino (A. López Suárez)
- Cayetano Biondo (Sr. Pereyra)
- Santángelo
- Celia Geraldy (Sra. Gramajo)

## Palabras del director
Ayala dijo que su película "es un reflejo de una idea argentina, aún más, latinoamericana, la encarnación de un denominador y la demostración de que todo jefe está mintiendo" agregando que "El caudillo surge como consecuencia de la mediocridad; la abulia, de esa moral a la violeta de lavarse las manos".

## Comentarios
Manrupe y Portela opinan sobre el filme:

”Importante alegoría sobre el peronismo, que de haberse filmado antes hubiera sido sensacional, pero que sirvió para revelar a Fernando Ayala como figura basal de un cine post-55. La demagogia y manipulación están inteligentemente manejadas, la narración convenientemente marcada y las alegorías –transparentes por cierto- son ejemplos de una sinceridad presente en todo el film.”

Armando Rapallo escribió del filme:

"lúcida pintura de caracteres y en la exhibición de de seres humanos arquetípicos, fácilmente identificables, a poco tiempo de la caída del peronismo, con la figuración de caudillos y mitos, de la sujeción de sociedad determinada en un momento dado adquiría un nivel de excelencia absolutamente infrecuente en nuestra cinematografía y en cualquier clase de expresión artística no alejada de la realidad...clásico de nuestro cine, por su aporte al estudio de problemas candentes de nuestra realidad y por las cualidades artísticas del film."

## Premios
- Premios Cóndor de Plata (1958): mejor película.
- Festival Internacional de Cine de Mar del Plata (1959): mejor película en español.
- Festival Internacional de Cine de Santa Margarita Ligure: reseña Hispanoamericana.